# Титово (село, Пензенская область)
Тито́во — село в Пачелмском районе Пензенской области России. Входит в состав Титовского сельсовета.

## География
Село находится в западной части Пензенской области, в пределах Приволжской возвышенности, в лесостепной зоне, к югу от реки Мичкас, на расстоянии примерно 19 км (по прямой) к юго-востоку от Пачелмы, административного центра района. Абсолютная высота — 210 м над уровнем моря.

### Климат
Климат характеризуется как умеренно континентальный, с холодной продолжительной зимой и тёплым летом. Среднегодовая температура воздуха — 3,6 — 3,8 °C. Средняя температура воздуха самого тёплого месяца (июля) — 19 °C (абсолютный максимум — 39 °C); самого холодного (января) — −12 °C (абсолютный минимум — −49 °C). Вегетационный период длится 145 дней. Среднегодовое количество атмосферных осадков варьируется от 460 до 480 мм, из которых большая часть выпадает в тёплый период. Снежный покров устанавливается в конце ноября и держится в течение 150 дней.

### Часовой пояс
Село Титово, как и вся Пензенская область, находится в часовой зоне МСК (московское время). Смещение применяемого времени относительно UTC составляет +3:00.

## Население
| 1762  | 1785  | 1864 | 1877  | 1897  | 1911 | 1920  |
| ----- | ----- | ---- | ----- | ----- | ---- | ----- |
| 890   | ↗1060 | ↘966 | ↗1077 | ↘1036 | ↘901 | ↗1127 |
| 1926  | 1930  | 1939 | 1959  | 1979  | 1989 | 1996  |
| ↗1223 | ↘1174 | ↘774 | ↘463  | ↘222  | ↘149 | ↘127  |
| 2002  | 2010  |      |       |       |      |       |
| ↘98   | ↘56   |      |       |       |      |       |

### Национальный состав
Согласно результатам переписи 2002 года, в национальной структуре населения русские составляли 100 % из 98 чел.